# Гоби (Терни)
Гоби је насеље у Италији у округу Терни, региону Умбрија.
Према процени из 2011. у насељу је живело 23 становника. Насеље се налази на надморској висини од 279 м.